# The Whole Story
The Whole Story — первый сборник британской певицы Кейт Буш, выпущенный 10 ноября 1986 года на лейбле EMI. Пластинка стала третьей в дискографии Буш, достигшей первого места в Великобритании; сборник также является её продаваемым релизом на сегодняшний день, будучи сертифицированным четыре раза платиновым в Соединенном Королевстве.
Альбом включает в себя одиннадцать песен, а также неизданный трек под названием «Experiment IV», который был выпущен как сингл и вошел в Топ-30 Великобритании. Альбом открывается перезаписанной версией дебютного сингла «Wuthering Heights» 1978 года. На этом альбоме вместо синглового представлен альбомный микс «The Man with the Child in His Eyes».
Одновременно был выпущен одноимённый сборник видеоклипов, в который вошли промо-ролики на каждую песню альбома.
После возрождения популярности «Running Up That Hill (A Deal With God)» в 2022 году The Whole Story заняла 17-е место в британском чарте альбомов.

## Список композиций
Слова и музыка всех песен — Кейт Буш.
| №  | Название                             | Из альбома             | Длительность |
| -- | ------------------------------------ | ---------------------- | ------------ |
| 1. | «Wuthering Heights» (New Vocal)      | The Kick Inside (1978) | 4:57         |
| 2. | «Cloudbusting»                       | Hounds of Love (1985)  | 5:09         |
| 3. | «The Man with the Child in His Eyes» | The Kick Inside (1978) | 2:38         |
| 4. | «Breathing»                          | Never for Ever (1980)  | 5:28         |
| 5. | «Wow»                                | Lionheart (1978)       | 3:46         |
| 6. | «Hounds of Love»                     | Hounds of Love (1985)  | 3:02         |

| №                   | Название               | Из альбома            | Длительность |
| ------------------- | ---------------------- | --------------------- | ------------ |
| 7.                  | «Running Up That Hill» | Hounds of Love (1985) | 5:00         |
| 8.                  | «Army Dreamers»        | Never for Ever (1980) | 3:13         |
| 9.                  | «Sat in Your Lap»      | The Dreaming (1982)   | 3:29         |
| 10.                 | «Experiment IV»        | неизданная ранее      | 4:21         |
| 11.                 | «The Dreaming»         | The Dreaming (1982)   | 4:14         |
| 12.                 | «Babooshka»            | Never for Ever (1980) | 3:29         |
| Общая длительность: | Общая длительность:    | Общая длительность:   | 48:53        |

## Чарты
| Чарт (1986—1987)                 | Высшая позиция |
| -------------------------------- | -------------- |
| Австралия (Kent Music Report)    | 28             |
| Великобритания (UK Albums Chart) | 1              |
| Германия (Offizielle Top 100)    | 11             |
| Европа (Music & Media)           | 11             |
| Канада (RPM Top Albums/CDs)      | 27             |
| Нидерланды (Album Top 100)       | 22             |
| Новая Зеландия (RMNZ)            | 4              |
| Норвегия (VG-lista)              | 10             |
| США (Billboard 200)              | 76             |
| Франция (SNEP)                   | 9              |
| Швеция (Sverigetopplistan)       | 48             |
| Япония (Oricon)                  | 38             |

| Чарт (1987)                   | Позиция |
| ----------------------------- | ------- |
| Германия (Offizielle Top 100) | 75      |
| Новая Зеландия (RMNZ)         | 44      |

## Сертификации и продажи
| Регион | Сертификация  | Продажи    |
| --- | ------------- | ---------- |
| Бельгия (BEA) | Золотой       | 25 000*    |
| Великобритания (BPI) | 4× Платиновый | 1 200 000^ |
| Германия (BVMI) | Золотой       | 250 000^   |
| Канада (Music Canada) | Золотой       | 50 000^    |
| Новая Зеландия (RMNZ) | Золотой       | 7500^      |
| США | —             | 195 000    |
| Итого |               |            |
| Мир | —             | 6 000 000  |
| * Данные о продажах приведены только на основе сертификации. ^ Данные о тиражах приведены только на основе сертификации. |               |            |

## Видеоальбом

### Список видеоклипов
Слова и музыка всех песен — Кейт Буш.
| №                   | Название                                                                     | Длительность |
| ------------------- | ---------------------------------------------------------------------------- | ------------ |
| 1.                  | «Wuthering Heights»                                                          | 3:34         |
| 2.                  | «Cloudbusting»                                                               | 6:55         |
| 3.                  | «The Man with the Child in His Eyes»                                         | 2:52         |
| 4.                  | «Breathing»                                                                  | 5:31         |
| 5.                  | «Wow» (новое, альтернативное видео, созданное специально для этого сборника) | 3:42         |
| 6.                  | «Hounds of Love»                                                             | 3:04         |
| 7.                  | «Running Up That Hill»                                                       | 4:55         |
| 8.                  | «Army Dreamers»                                                              | 3:17         |
| 9.                  | «Sat in Your Lap»                                                            | 3:30         |
| 10.                 | «Experiment IV»                                                              | 4:41         |
| 11.                 | «The Dreaming»                                                               | 4:09         |
| 12.                 | «Babooshka»                                                                  | 3:26         |
| 13.                 | «The Big Sky»                                                                | 4:26         |
| Общая длительность: | Общая длительность:                                                          | 56:54        |